# Haricot de la mer
Ne doit pas être confondu avec Salicorne.

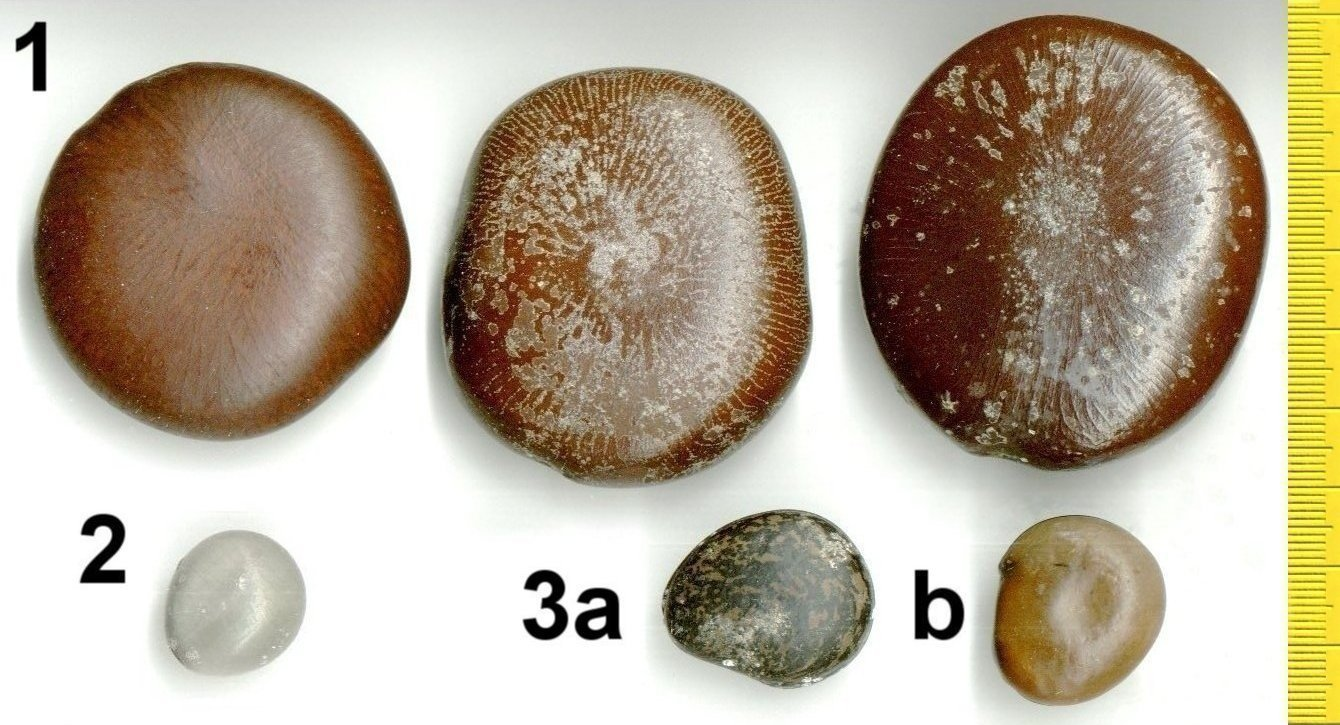
Trois espèces de graines de légumineuses rejetées sur la côte sud du Mozambique en mai 2004 :
1. Entada rheedei
2. Caesalpinia bonduc
3. a, b Mucuna gigantea.

Un haricot de la mer est un type de graines ou de fruits dérivant sur la mer et rejetés sur les rivages. On a par exemple retrouvé une noix de coco sur une laisse de mer au Mont Saint-Michel en 2003.
A ne pas confondre avec la salicorne (salicornia), parfois aussi appelée "haricot de mer", un genre de plantes halophytes, et souvent comestibles, poussant en milieu salin près de l'estran du littoral.